# Östra Abborrvikarna
Östra Abborrvikarna är en sjö i Härjedalens kommun i Härjedalen och ingår i Ljusnans huvudavrinningsområde. Sjön har en area på 0,641 kvadratkilometer och ligger 768,4 meter över havet. Östra Abborrvikarna ligger i Rogen Natura 2000-område. Vid provfiske har abborre, elritsa, gädda och harr fångats i sjön.

## Delavrinningsområde
Östra Abborrvikarna ingår i det delavrinningsområde (691409-133642) som SMHI kallar för Utloppet av Östra Abborrvikarna. Medelhöjden är 795 meter över havet och ytan är 4,21 kvadratkilometer. Räknas de 5 avrinningsområdena uppströms in blir den ackumulerade arean 15,58 kvadratkilometer. Vattendraget som avvattnar avrinningsområdet har biflödesordning 4, vilket innebär att vattnet flödar genom totalt 4 vattendrag innan det når havet efter 394 kilometer. Avrinningsområdet består mestadels av skog (82 procent). Avrinningsområdet har 0,67 kvadratkilometer vattenytor vilket ger det en sjöprocent på 15,8 procent.